# Francesco Minto

a Compétitions nationales et continentales officielles uniquement.

b Matchs officiels uniquement.
Dernière mise à jour le 3 juin 2020.
Francesco Minto, né le 20 mai 1987 à Mirano, est un joueur de rugby à XV italien. Il évolue au poste de deuxième ligne ou de flanker et joue pour le Benetton Trévise en Pro12 depuis 2010.

## Carrière

### Clubs
- 2007-2010 : Crociati RFC
- Depuis 2010 : Benetton Trévise

### Palmarès
- Championnat d'Italie : 2008 et 2009
- Coupe d'Italie : 2008

### Statistiques en équipe nationale
Au 31 mars 2017, Francesco Minto compte 36 sélections, depuis sa première sélection le 17 novembre 2012 contre la Nouvelle-Zélande.
Francesco Minto participe à cinq éditions du Tournoi des Six Nations en 2013, 2014, 2015, 2016 et 2017.
Francesco Minto participe à une édition de la coupe du monde. En 2015, il joue lors de quatre rencontres, face à la France et le Canada, l'Irlande et la Roumanie.